# Pierre-Louis Dreyfus
Pierre-Louis Dreyfus (ur. 17 maja 1908 w Paryżu, zm. 15 stycznia 2011 w Neuilly-sur-Seine) – francuski kierowca wyścigowy.

## Kariera
W wyścigach samochodowych Dreyfus startował głównie w wyścigach zaliczanych do klasyfikacji Mistrzostw Świata Samochodów Sportowych. W latach 1931–1932, 1935, 1939, 1949–1955 pojawiał się w stawce wyścigu 24h Le Mans. Pierwszy raz dojechał do mety w 1935 roku, kiedy to odniósł zwycięstwo w klasie trzeciej, a w klasyfikacji generalnej był drugi. Sukces ten powtórzył w sezonie 1953 w klasie S 1.1.